# Horton-by-Malpas
Horton-by-Malpas var en civil parish 1866–2015 när det uppgick i Shocklach Oviatt and District, i distriktet Cheshire West and Chester, i Storbritannien.   Det ligger i grevskapet Cheshire och riksdelen England, i den södra delen av landet, 250 km nordväst om huvudstaden London. Civil parish hade 62 invånare år 2001.